# Jean-Baptiste-Nicolas Cloquet
Pour les articles homonymes, voir Cloquet.

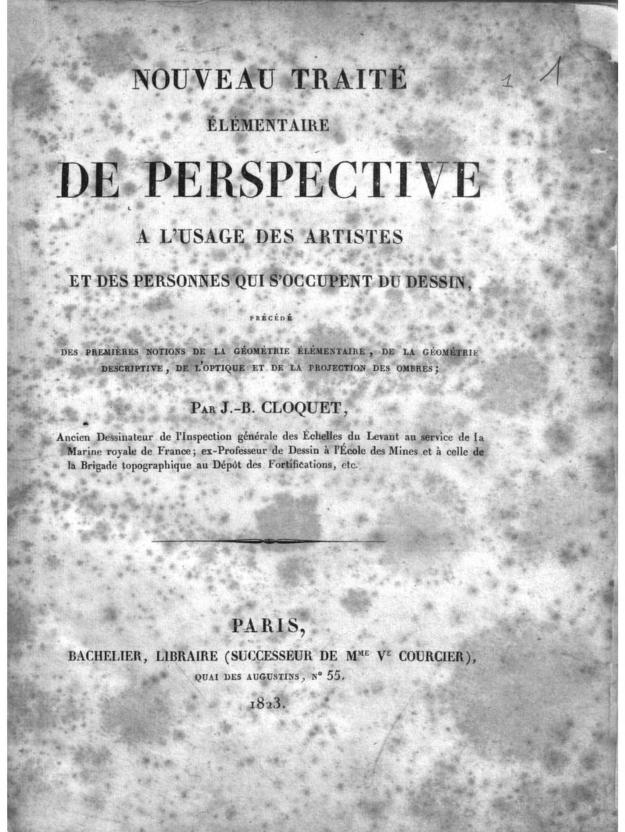
Couverture du livre Nouveau traité élémentaire de perspective à l'usage des artistes de Jean-Baptiste Cloquet, éditions Bachelier, Paris, 1823.

Jean-Baptiste-Nicolas Cloquet, né vers 1750 à Fontainebleau et mort le 14 juillet 1828 à Paris, est un dessinateur, graveur et illustrateur français.

## Biographie
Jean-Baptiste Cloquet est né à Fontainebleau, mais il est d'origine familiale champenoise. Il est dessinateur et graveur à l'Inspection des Échelles du Levant au service de la Marine royale sous l'Ancien Régime. Il est membre de la brigade topographique au dépôt des fortifications de Paris. Il s'adonne aux dessins, croquis,à la peinture et à la gravure à l'eau-forte.
Il devient professeur de dessin et de perspective à l'École des Mines sous la Révolution française.  
Lors de la période du Consulat, l'école des Mines est fermée. Il est professeur au collège Sainte-Barbe et donne également des cours particuliers de dessin. 
Il entreprend deux voyages en Égypte, dont un avec Jean-François Champollion. Il réalisera plusieurs dessins colorés très précis d’échantillons géologiques et de fossiles. Il illustre par de nombreuses planches, les différents tomes de Voyages en Egypte. 
En 1823, Jean-Baptiste Cloquet publie un ouvrage de vulgarisation sur la perspective qu'il enseigna à l'école des Mines, Nouveau traité élémentaire de perspective a l'usage des artistes et des personnes qui s'occupent du dessin, précédé des premières notions de la géométrie élémentaire, de la géométrie descriptive, de l'optique et de la projection des ombres.
Le 15 mai 1783, Jean-Baptiste Cloquet avait épousé Claude Lajude. Ils eurent quatre enfants, Hippolyte, né en 1787, Anne Louise dite "Lise", née en 1788, Jules, né à Paris le 28 décembre 1790, et Rose.  Il leur enseigna le dessin, notamment au collège Sainte-Barbe. Les garçons firent tous deux des études de médecine pour devenir respectivement naturaliste et anatomiste, peut-être en lien avec le fait que le célèbre médecin Pierre Bretonneau était un grand ami de Jean-Baptiste Cloquet. Jules fut formé par Achille Cléophas Flaubert, et très lié à son fils Gustave.

## Œuvres

### Estampes
- Vue générale de la Fédération française prise à vol d'oiseau au-dessus de Chaillot
- Plan du jardin et de la maison du citoyen Caron de Beaumarchais, près de la Bastille, à Paris

### Publications
- Jean-Baptiste Cloquet, Nouveau traité élémentaire de perspective à l'usage des artistes et des personnes qui s'occupent du dessin, précédé des premières notions de la géométrie élémentaire, de la géométrie descriptive, de l'optique et de la projection des ombres, éditions Bachelier, Paris, 1823.

### Bibliographe
- Frédéric-Gaël Theuriau, Le Docteur Bretonneau vu par Cloquet et Béranger, Sarrebruck, Éditions universitaires européennes, 2011.